# Star Pisces
Le Star Pisces (雙魚星號, Shuāngyú xīnghào) est un cruise-ferry employé comme un navire de croisière par la compagnie hongkongaise Star Cruises. Construit de 1989 à 1990 par les chantiers Masa-Yards de Turku, pour la compagnie suédoise Rederi Ab Slite, il portait à l'origine le nom de Kalypso. Mis en service en avril 1990 sur les lignes reliant la Suède, les îles Åland et la Finlande pour le compte de Viking Line, son exploitation est cependant interrompue en janvier 1994 en raison de la faillite de Slite un an plus tôt. Acquis aux enchères par le conglomérat malaisien Genting en août 1993, il rejoint en 1994 la flotte de la compagnie Star Cruises qui l'emploie sur des croisières autour de l'Asie. Retiré du service en janvier 2022 en raison de la mise en liquidation de son armateur, il est vendu à la ferraille et échoué sur les plages d'Alang au mois de juillet.

## Histoire

### Origines et construction
Dans les années 1980, la rude concurrence entre les consortium rivaux Viking Line et Silja Line est plus que jamais effective sur les lignes reliant la Finlande à la Suède. Depuis le début de la décennie, les différents armateurs se livrant une véritable course au tonnage et au luxe ont successivement mis en service de gigantesques cruise-ferries sur les lignes Turku - Mariehamn - Stockholm et Helsinki - Stockholm. Sur cette dernière, les compagnies du réseau Viking Line, Rederi Ab Slite et SF-Line étaient parvenues à surpasser Silja Line avec la mise en service des imposants Mariella et Olympia entre 1985 et 1986. Fragilisée cependant en raison des difficultés financières de Rederi Ab Sally, troisième actionnaire du groupe, Viking Line envisage de renouveler sa flotte en service sur ses lignes phares entre Turku, Mariehamn et Stockholm et ainsi détrôner les sister-ships Svea et Wellamo de Silja Line. Entre 1986 et 1988, SF-Line et Slite passent respectivement commande de trois et deux navires.
Prévus pour être affectés à la desserte des lignes Turku - Mariehamn - Stockholm et Naantali - Mariehamn - Kapellskär, les deux navires de Rederi Ab Slite se doivent d'être plus imposants que leurs concurrents de chez Silja Line. C'est ainsi que contrairement aux futures unités de SF-Line, dont la conception se veut plus classique, les nouveaux cruise-ferries de Slite arboreront un design beaucoup plus original tranchant radicalement avec ceux de leurs prédécesseurs. Avec une longueur de 176 mètres et une largeur de 30 mètres, leur taille est sensiblement équivalente à celle des précédents navires. Mais les jumeaux Slite se démarqueront cependant de leurs aînés et de la plupart de leurs contemporains de par leur architecture générale qui se traduit par la position des cabines dans les parties plus élevée du navire, habituellement occupées par les ponts extérieurs et les dispositifs de secours qui sont alors installés dans deux ouvertures latérales et intégrés au bordée de la coque, permettant de dégager les promenades supérieures situées sur le pont le plus haut, ce qui n'est pas sans rappeler la conception des jumeaux Viking Saga et Viking Song. Du côté des aménagements intérieurs, ceux-ci s'inscrivent dans la continuité des autres navires avec un confort et une qualité similaires.
Commandé tout comme son jumeau aux chantiers Wärtsilä de Turku, le deuxième navire, baptisé Kalypso, est mis sur cale le 17 avril 1989. Au cours de la construction, l'entreprise Wärtsilä, frappée par des difficultés financières, fera faillite, ce qui entraînera la reprise du chantier par la société Masa Yards. Malgré ces évènements, la construction se poursuit et le navire est lancé le 27 août 1989. À la suite des travaux de finitions, légèrement troublés par un incendie le 23 mars, le Kalypso est livré à Rederi Ab Slite le 26 avril 1990. La faillite du chantier un an auparavant aura cependant pour conséquence une augmentation du prix contractuel final du navire qui atteindra la somme astronomique de 650 millions de couronnes suédoise, un montant qui placera la compagnie Slite dans une situation financière difficile.

### Service

#### Viking Line (1990-1994)
Le Kalypso commence son exploitation commerciale le 30 avril 1990 entre Stockholm, Mariehamn et Turku. Il remplace sur cette ligne le ferry Viking Sally, permettant ainsi à SF-Line de s'affranchir de son affrètement depuis le rachat de Rederi Ab Sally, ancien actionnaire du consortium Viking Line, par la société rivale Effoa en 1987.
Si le Kalypso est bien accueilli par la clientèle de par la qualité exceptionnelle de ses prestations, la situation financière de Slite, mise à mal par le montant exorbitant du navire, ne cesse d'empirer. Le coup de grâce est porté à la compagnie en 1993 lorsqu'elle se voit dans l'impossibilité d'acquérir son fleuron l’Europa, alors en construction en Allemagne, en raison d'une dévaluation de la couronne suédoise vis-à-vis du mark faisant s'élever le prix du contrat à plus de 400 millions de couronnes. La situation aboutit alors à la liquidation de Slite au mois d'avril.
Malgré la faillite de son armateur, le Kalypso est dans un premier temps maintenu en service. Mis aux enchères, il intéresse les compagnies P&O Ferries, DFDS ainsi que SF-Line qui tente de racheter le navire pour le conserver au sein de la flotte de Viking Line. L'enchère est cependant remportée au mois d'août par la société North Lake Ltd, filiale du conglomérat malaisien Genting qui acquiert également son sister-ship l’Athena. Le 1er janvier 1994, le Kalypso arrive à Stockholm et achève sa dernière traversée sous les couleurs de Viking Line.

#### Star Cruises (1994-2022)
Le 3 janvier 1994, le navire quitte Stockholm pour rejoindre les chantiers de Naantali afin d'être mis aux standards de son nouveau propriétaire. Rebaptisé Star Pisces, sa coque est repeinte en bleu, la décoration des aménagements intérieurs est modifiée et la capacité d'emport est abaissée à 1 300 passagers. Une fois les travaux terminés au mois d'avril, le navire quitte l'Europe pour l'Asie où il est mis en service sur des croisières au départ de Singapour. Au cours d'un passage aux chantiers Sembawang Shipyard de mars à avril 1996, des cabines supplémentaires sont aménagées. Pendant un temps, Star Cruises exploitera aussi son sister-ship l'ex-Athena sous le nom de Langkapuri Star Aquarius. Il quittera cependant la flotte de l'armateur hongkongais en 2001.
À partir de l'année 1998, le Star Pisces est basé à Hong Kong et employé sur des croisières vers Xiamen et Haikou. Il est également utilisé pour des croisières casino de 24 heures. Cette dernière affectation se révèlera être la plus rentable, si bien que le navire sera exclusivement dévolu à ce type d'exploitation à partir de 2000.
Le 25 janvier 2022, le navire arrive à George Town et achève sa dernière croisière pour le compte de Star Cruises. Frappée par d'importantes difficultés financières depuis de nombreuses années et achevée par la pandémie de Covid-19, la filiale hongkongaise du groupe Genting, propriétaire de Star Cruises, a en effet déposé le bilan et liquidé toutes ses filiales. Désarmé dans un premier temps à Penang, le Star Pisces est finalement vendu pour démolition en mai. Après avoir quitté la Malaisie le 2 juin, et effectué une escale au Sri Lanka le 14 afin d'avitailler, le navire prend la route de l'Inde. Arrivé dans la baie d'Alang près d'un mois plus tard, il est échoué sur la plage le 12 juillet.

## Aménagements
Le  Star Pisces possédait 13 ponts. Les locaux passagers se situaient sur la totalité des ponts 7 à 12 et une partie des ponts 3, 5 et 6 tandis que ceux de l'équipage occupaient principalement le pont 6. Les ponts 3 et 4 étaient pour leur part consacrés aux garages.

### Locaux communs
À sa mise en service, le Kalypso possédait les installations les plus confortables de toute la flotte Viking Line. Le navire est équipé sur le pont 8 d'un bar-spectacle à l'arrière, d'un pub, d'un restaurant buffet et d'une promenade interne au milieu et d'un restaurant à la carte à l'avant. Sur le pont 7 se trouvent une brasserie à l'avant, une promenade interne au milieu et un supermarché hors-taxe à l'arrière. Un important complexe dédié aux conférences et aux séminaire est situé sur le pont 11 et, enfin, un sauna se trouve sur le pont 6 avant.
Depuis sa vente en Asie, les installations du navire ont été pour la plupart conservées. Quelques locaux ont cependant été supprimés tels que le supermarché hors-taxe et le centre de conférences. Une piscine extérieure a également été ajoutée à l'arrière du pont 10, de même qu'un night club sur le pont 3, à la place d'une partie du garage.

### Cabines
Le Star Pisces possédait environ 600 cabines. La majorité d'entre elles étaient situées sur les ponts 5, 9 et 10 tandis que certaines se trouvaient sur les ponts 6 et 7. Des cabines se trouvaient également sur le pont 2 en dessous des garages mais avaient été supprimées. Les cabines standards, internes et externes, pouvaient accueillir jusqu'à quatre personnes. Les cabines du pont 10 étaient plus spacieuses et certaines à l'avant étaient des suites de dimension exceptionnelles. Toutes les cabines étaient équipés d'un bloc sanitaire comprenant douche, WC et lavabo.

## Caractéristiques
Le Star Pisces mesurait 176,60 mètres de long pour 29,61 mètres de large. Son tonnage était à l'origine de 40 012 UMS mais sera porté à 40 053 UMS en 1994. Le navire avait une capacité initiale de 2 200 passagers et possédait un garage pouvant accueillir 460 véhicules répartis sur deux niveaux. Le garage était accessible par deux portes-rampes situées à l'arrière ainsi qu'une porte-rampe avant. En 1994, la capacité passagère a été abaissée à 1 378 personnes et le garage a cessé d'être utilisé. La propulsion était assurée par quatre moteurs diesels Wärtsilä-Sulzer 9ZAL40S développant une puissance de 17 811 kW, entraînant deux hélices à pas variable faisant filer le bâtiment à une vitesse de 21 nœuds. Le Star Pisces possédait six embarcations de sauvetage fermées de grande taille situées au niveau des ouvertures latérales sur les ponts 6 et 7. Elles étaient complétées par un canot semi-rigide et plusieurs radeaux de sauvetage à coffre s'ouvrant automatiquement au contact de l'eau. Le navire était doté de deux propulseurs d'étrave facilitant les manœuvres d'accostage et d'appareillage ainsi que de stabilisateurs anti-roulis. Il était également équipé d'une coque brise-glace classée 1 A Super.

## Lignes desservies
Pour le compte de Viking Line, de 1990 à 1994, le Kalypso effectuait la liaison entre la Suède, les îles Åland et la Finlande sur l'axe Stockholm - Mariehamn - Turku en traversée de nuit, mais également en traversée de jour.
Entre 1994 et 2022, le Star Pisces effectue des croisières autour de l'Asie, principalement en Chine, au départ de Singapour dans un premier temps puis de Hong Kong à partir de 1998.